# Vito Minunno
Vito Minunno (Bari, 24 aprile 1904 – Carbonara di Bari, 27 settembre 1981) è stato un calciatore italiano, di ruolo difensore.
Costituì, assieme ad altri ex calciatori libertiani il tratto d'unione fra il vecchio Liberty e il nuovo Bari.

## Biografia
Era figlio di un famoso cantiniere della Bari di inizi Novecento, che aveva lo spaccio in piazza Santa Barbara, poi diventata piazza Chiurlia, all'entrata della città vecchia.
Fin da giovane praticò il calcio e al contempo si diplomò geometra. Dopo essere stato assunto all'Acquedotto Pugliese si sposò ed ebbe figli.
Morì nel 1981, a causa di un ictus.

## Caratteristiche Tecniche
Calciatore dal temperamento determinato, dotato di ottima resistenza e forza fisica; per la grinta e la durezza messe in campo fu soprannominato "vagone di ferro".

## Carriera
Viene inserito nella prima squadra del Football Club Liberty di Bari nel 1921, nel campionato di Prima Divisione organizzato dalla C.C.I., in cui non totalizza alcuna presenza. Nella stagione 1922-1923 (sempre in Prima Divisione) partecipa a tutte le gare dei bianco-blu per poi continuare, negli anni seguenti, la sua carriera nella stessa formazione. Fino al 1928 (anno in cui il Liberty, già rinominato "Bari Football Club" per desiderio delle autorità fasciste baresi, si fonde con l'Ideale di Bari nell'U.S. Bari), ha collezionato 75 presenze su un totale di 93 incontri ufficiali disputati dalla sua squadra. In carriera realizza due goal: il primo a Roma, il 10 ottobre 1926 contro il Roman (prima rete dei libertiani che vincono poi la gara per 3-2) e il secondo a Bari, il 4 dicembre 1927 contro il Tivoli (quarta rete dei bianco-blu che poi vincono 6-0). Fa parte degli undici calciatori che il 15 gennaio 1928, al Campo degli Sports battono 5-3 la Fiorentina, ottenendo la promozione in Divisione Nazionale.
Disputa tredici incontri nel Bari, in Serie B, nella stagione 1929-1930.
Per l'attività di calciatore non ha mai percepito alcun compenso.
Dopo il ritiro dalla carriera agonistica rimane comunque nell'ambiente calcistico.
Negli anni duemiladieci, su iniziativa congiunta dell'Unione Nazionale Veterani dello Sport e del comune di Bari gli viene intitolata una delle salite dello Stadio San Nicola.

## Statistiche

### Presenze e reti nei club
| Stagione        | Club            | Campionato      | Campionato | Campionato |
| Stagione        | Club            | Comp            | Pres       | Reti       |
| --------------- | --------------- | --------------- | ---------- | ---------- |
| 1921-1922       | Liberty         | 1D              | 0          | -          |
| 1922-1923       | Liberty         | 1D              | 8          | 0          |
| 1923-1924       | Liberty         | 1D              | 10         | 0          |
| 1924-1925       | Liberty         | 1D              | 10         | 0          |
| 1925-1926       | Liberty         | 1D              | 14         | 0          |
| 1926-1927       | Liberty         | 1D              | 17         | 1          |
| 1927-1928       | Liberty         | 1D              | 16         | 1          |
| 1929-1930       | Bari            | B               | 13         | 0          |
| Totale carriera | Totale carriera | Totale carriera | 88         | 2          |